# Bow Anderson
Bow Anderson (* 1997 in Edinburgh) ist eine schottische Sängerin und Songwriterin. Sie steht bei Universal Music unter Vertrag.

## Biografie
Geboren und aufgewachsen in Edinburgh, widmete sich Bow Anderson in ihrer Jugend dem Sport. Mit zehn Jahren begann sie an Trampolinwettbewerben teilzunehmen. Eine Verletzung im Alter von 13 Jahren beendete ihre hoffnungsvolle Karriere und sie wandte sich dem Singen zu. Nachdem sie bereits in Edinburgh in Pubs aufgetreten war, studierte Anderson schließlich am British and Irish Modern Music Institute (BIMM) in London.
Seit dem Jahr 2020 hat die Schottin einen Plattenvertrag bei Universal Music, ihre Debütsingle Sweater erschien am 20. März 2020. Nach den folgend veröffentlichten Songs Heavy und Island erschien am 22. Januar 2021 die New Wave EP, auf der auch alle zuvor genannten Songs enthalten sind. Nach dieser EP wurden 2022 weitere Singles, etwa 20s und Mama Said, veröffentlicht. Alleine der Song 20s erreichte rund ein Jahr nach Veröffentlichung über 25 Millionen Streams auf der Musikstreamingplattform Spotify.
Bekanntheit erlangte sie auch durch die im Jahr 2020 in Zusammenarbeit mit dem DJ Felix Jaehn erschienene Single I Just Wanna (feat. Bow Anderson).